# Гармаш, Сергей Леонидович

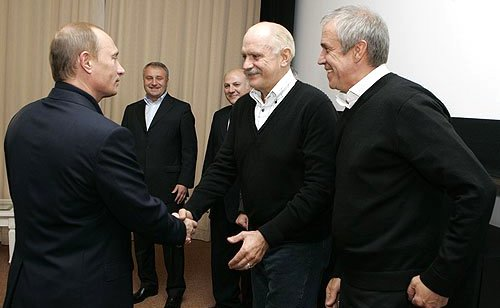
Сергей Гармаш и Никита Михалков на встрече с Владимиром Путиным после просмотра фильма «12» в 2007 году

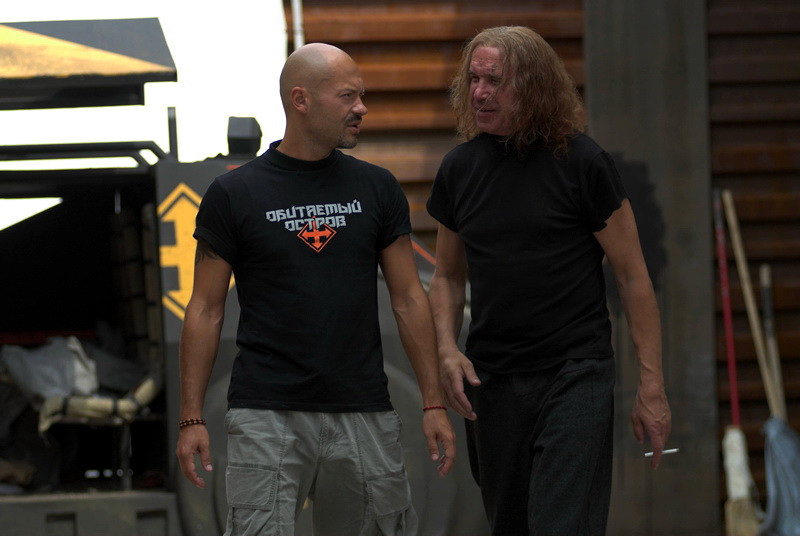
Сергей Гармаш и режиссёр Фёдор Бондарчук на съёмках фильма «Обитаемый остров» в 2008 году

Серге́й Леони́дович Гарма́ш (род. 1 сентября 1958, Херсон, Украинская ССР, СССР) — советский и российский актёр театра, кино, телевидения, озвучивания и дубляжа, театральный режиссёр, сценарист и кинопродюсер; народный артист Российской Федерации (2006). Пятикратный лауреат премии «Ника».

## Биография
Родился 1 сентября 1958 года в городе Херсоне Украинской ССР в рабочей семье. Отец — Леонид Трофимович Гармаш (род. 1933), сначала был водителем, потом окончил институт и стал работать на руководящих должностях. Мать — Людмила Ипполитовна Гармаш (род. 1935), родом из небольшой деревни на Западной Украине, окончила семь классов и всю жизнь проработала диспетчером на автобусной станции (дед по материнской линии — поляк).
Мечтал после школы поступить в мореходное училище, но документы подал в Днепропетровское театральное училище. Окончил последнее по специальности «Артист театра кукол». Затем работал в Херсоне, выезжая с гастролями в близлежащие посёлки и колхозы.
Через два года был призван на военную службу в стройбат.
В 1980 году после увольнения в запас Гармаш поехал в Москву поступать в высшее театральное училище. Первоначально подал документы сразу в три театральных вуза, но потом остановил свой выбор на Школе-студии МХАТ. На экзамене читал двадцатиминутный отрывок из Достоевского.
В 1984 году окончил актёрский факультет Школы-студии (института) имени В. И. Немировича-Данченко при МХАТ СССР имени М. Горького (руководитель курса — Иван Михайлович Тарханов) и был принят в труппу Московского театра «Современник». Стал одним из ведущих актёров театра. В обширном репертуаре актёра: Лопахин в «Вишнёвом саде» А. П. Чехова, старший брат в «Карамазовых и ад» по мотивам позднего Достоевского, Альфонс в «Трёх товарищах» Ремарка, Михаил в «Мурлин Мурло» Николая Коляды и первый министр в «Ещё раз о голом короле» Леонида Филатова.
31 июля 2020 года Сергей Гармаш в «Открытом письме труппе и коллективу „Современника“», отправленном в чат сотрудников театра, сообщил о своём уходе из коллектива, в котором прослужил тридцать шесть лет. Артист объяснил это решение сложившейся в театре после смерти главного режиссёра и художественного руководителя театра Галины Борисовны Волчек (19 декабря 1933 — 26 декабря 2019) «чудовищной ситуацией».
С 1984 года снимается в художественных фильмах и телесериалах. Снимался у Вадима Абдрашитова, Сергея Бодрова, Анджея Вайды, Станислава Говорухина, Павла Лунгина, Никиты Михалкова, Игоря Таланкина, Валерия Тодоровского, Владимира Хотиненко, Сергея Соловьёва, Тимура Бекмамбетова, Юрия Кары.

## Общественная позиция
В марте 2014 года, после российской аннексии Крыма, по утверждению журналиста Мустафы Найема, подписался под обращением деятелей российской культуры против политики Владимира Путина по отношению к Украине.
Летом 2022 года Херсонская оккупационная администрация объявила об участии актёра в восстановлении Херсонского областного академического музыкально-драматического театра. В дальнейшем приехал в оккупированный российскими войсками Геническ на презентацию фильма «Чебурашка», где полностью поддержал действия российских войск. Сергей Гармаш был внесён ФБК в список коррупционеров и разжигателей войны, так как «принимал активное участие в деятельности российской оккупационной администрации в Херсоне и поддерживал действия российских властей по оккупации территории Украины».
Согласно международному журналистскому проекту Kremlin Leaks, Гармаш входит в состав «агитбригад» российских провластных звёзд. Данные агитбригады созданы по поручению Сергея Кириенко для выступлений с гастролями на оккупированных территориям Украины в целях «поддержания боевого духа» российских военнослужащих в ходе российского нападения на Украину. Сам проект курируется пропагандистской структурой АНО «Интеграция» созданной для продвижения провластных лидеров общественного мнения в СМИ.
В январе 2024 года был зарегистрирован на президентских выборах доверенным лицом действующего президента РФ Владимира Путина.

## Семья
Младший брат — Роман Гармаш.
Жена — Инна Тимофеева (род. 15 мая 1963), однокурсница по Школе-студии МХАТ (выпуск 1984 года), актриса Московского драматического театра «Современник». Поженились в Херсоне в 1983 году, будучи студентами четвёртого курса института. 
Дочь — Дарья (род. 1988), внук Павел (род. 2016). 
Сын — Иван (род. 2006).

## Творчество

### Роли в театре

#### Московский театр «Современник»(1984—2020)

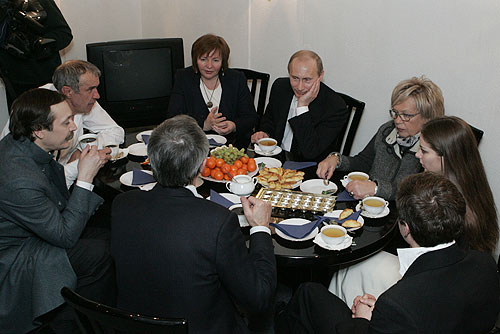
Сергей Гармаш на встрече с Владимиром Путиным после премьеры комедии «Горе от ума» в театре «Современник» 9 декабря 2007 года

##### Актёрские работы
- 1987 — «Большевики» по одноимённой пьесе Михаила Шатрова (постановка — Олег Ефремов, режиссёр — Галина Волчек; премьера — 1987 год) — Владимир Михайлович Загорский, секретарь Московского комитета РКП(б)[26]
- 1989 — «Крутой маршрут» по одноимённому автобиографическому роману Евгении Гинзбург (режиссёр-постановщик — Галина Волчек; премьера — 15 февраля 1989 года) — Сатрапюк[27]
- 1990 — «Мурлин Мурло» по одноимённой пьесе Николая Коляды (режиссёр-постановщик — Галина Волчек; премьера — 1990 год) — Михаил
- 1990 — «Кот домашний средней пушистости» по одноимённой пьесе Владимира Войновича и Григория Горина (режиссёр-постановщик — Игорь Кваша; премьера — 1990 год) — Трёшкин
- 1994 — «Пигмалион» по одноимённой пьесе Бернарда Шоу (режиссёр-постановщик — Галина Волчек; премьера — 22 декабря 1994 года) — Альфред Дулиттл, отец Элизы
- 1996 — «Карамазовы и ад» по одноимённой пьесе Николая Климонтовича по мотивам поздних произведений Ф. М. Достоевского (режиссёр-постановщик — Валерий Фокин) — старший брат
- 1997 — «Вишнёвый сад» по одноимённой пьесе А. П. Чехова (режиссёр-постановщик — Галина Волчек; премьера — 9 сентября 1997 года) — Ермолай Алексеевич Лопахин, купец
- 2001 — «Балалайкин и К», петербургские сцены сатирического романа «Современная идиллия» М. Е. Салтыкова-Щедрина (режиссёр-постановщик — Игорь Кваша; премьера — 2001 год) — Очищенный, человек извилистой судьбы / Молодкин, брандмейстер
- 2001 — «Ещё раз о голом короле» по одноимённой пьесе Леонида Филатова (постановка — Михаил Ефремов, режиссёр — Никита Высоцкий; премьера — 2001 год) — первый министр
- 2004 — «Бесы», инсценировка Альбера Камю по одноимённому роману Ф. М. Достоевского (режиссёр-постановщик — Анджей Вайда; премьера — 16 марта 2004 года) — Игнат Тимофеевич Лебядкин, капитан[28]
- 2006 — «Пять вечеров» по одноимённой пьесе Александра Володина (режиссёр-постановщик — Александр Огарёв; премьера — 11 апреля 2006 года) — Ильин
- 2007 — «Горе от ума» по одноимённой комедии в стихах А. С. Грибоедова (режиссёр-постановщик — Римас Туминас; премьера — 9 декабря 2007 года) — Павел Афанасьевич Фамусов
- 2010 — «С наступающим…» по пьесе Родиона Овчинникова (режиссёр-постановщик — Родион Овчинников; премьера — 28 декабря 2010 года) — Михаил Громов[29]
- 2020 — «Папа» по одноимённой пьесе Флориана Зеллера (режиссёр-постановщик — Евгений Арье; премьера — 24 января 2020 года) — Андрэ[9]

##### Режиссёрские работы
- 2009 — «Мурлин Мурло» по одноимённой пьесе Николая Коляды (премьера — 26 марта 2009 года; обновлённая версия спектакля в постановке Галины Волчек, шедшего на сцене театра с 1990 года по 2008 год)[30]

### Фильмография

#### Роли в кино
- 1984 — Отряд — Урин (первая роль в кино)
- 1985 — Следствие ведут ЗнаТоКи. Пожар — Томилин, сотрудник ОБХСС
- 1986 — В стреляющей глуши — Серёга
- 1986 — Карусель на базарной площади — слепой
- 1986 — Мой нежно любимый детектив — член клуба холостяков, восьмой констебль
- 1986 — Обида — Гришка
- 1986 — Первый парень — Коля Губин, тракторист
- 1986 — Чужая белая и рябой — космонавт
- 1987 — Шантажист — Яков Павлович, учитель истории, классный руководитель
- 1987 — Большевики — Загорский, секретарь Московского комитета РКП(б)
- 1987 — Моонзунд — Павел Дыбенко, матрос
- 1987 — Рыжая фея — Василь
- 1987 — Иван Великий — Иван Владыко
- 1988 — Однажды в декабре — Игорь / Виктор
- 1988 — Отцы — таксист
- 1988 — Чёрный коридор — Иван Суков
- 1989 — Наваждение
- 1989 — Сталинград — Яков Федотович Павлов, сержант Красной армии, начальник гарнизона, герой Сталинградской битвы
- 1989 — А был ли Каротин? — Денис Свидерский
- 1989 — Кому на Руси жить… — «Барсук»
- 1989 — Беспредел — «Могол», уголовник
- 1990 — По 206-й… — Константин Смагин, комбайнёр колхоза
- 1990 — Повесть непогашенной луны — Богданов
- 1990 — Хомо новус — секретарь горкома КПСС
- 1991 — Армавир — Иван
- 1992 — Бесы — Иван Павлович Шатов, сын камердинера Варвары Петровны Ставрогиной
- 1992 — Воспитание жестокости у женщин и собак
- 1992 — Давайте без фокусов! — клиент-алкаш
- 1992 — Пустельга
- 1992 — Сам я — вятский уроженец — Вася Зюкин
- 1993 — Операция «Люцифер» — Юрий Иванович Мальцев
- 1993 — Дети чугунных богов — человек в пивной
- 1993 — Пистолет с глушителем — Гаврилюк
- 1993 — Плащ Казановы — эпизод
- 1994 — Мастер и Маргарита — Иван Николаевич Бездомный, поэт, член МАССОЛИТа
- 1994 — Жизнь и необычайные приключения солдата Ивана Чонкина — Миляга, капитан НКВД
- 1995 — Волчья кровь — Фрол Фортов, заместитель командира отряда ЧОНовцев Родиона Добрых
- 1995 — Летние люди — «Пустобайка»
- 1995 — Поезд до Бруклина — Боря
- 1995 — Роковые яйца — Вася, агент
- 1996 — Ермак — Борис Годунов
- 1997 — Время танцора — Фидель (Фёдор Иванович Кикоть)
- 1998 — Не послать ли нам... гонца? — тракторист (в титрах не указан)
- 1998 — Незримый путешественник — Тарасов, доктор
- 1999 — Страстной бульвар — Алексей, писатель
- 1999 — Ворошиловский стрелок — Кошаев, капитан милиции
- 1999 — Поклонник — Олег Викторович, отец Лены
- 2000 — Нежный возраст — Семён Семёнович Беспальчиков, военрук
- 2000 — Что нужно женщине... — Подосинкин, старший лейтенант
- 2001 — Механическая сюита — Маркеранц
- 2002 — Марш-бросок — отец погибшего младшего сержанта Владимира Федотова
- 2002 — Любовник — Иван, отставной военный, любовник Лены
- 2002 — Дневник камикадзе — Женя «Поляк»
- 2002 — Кавказская рулетка — командир ОМОНа
- 2003 — А поутру они проснулись — урка
- 2004 — 72 метра — Николай Карлович Крауз, старший мичман, боцман
- 2004 — Свои — Анатолий, особист
- 2004 — Мой сводный брат Франкенштейн — Тимур Курбатович Курбатов
- 2005 — Бедные родственники — Яша, алкаш
- 2006 — Последний забой — Сергей Николаевич, шахтёр
- 2006 — Охота на пиранью — Николай, зек по прозвищу «Зима»
- 2006 — Кружовник — Николай Лаптев
- 2007 — 12 — присяжный заседатель № 3, таксист Аркадий
- 2007 — Катынь — Попов, капитан РККА
- 2007 — Русская игра — Степан Иванович Утешительный, карточный шулер
- 2007 — Игра слов. Переводчица олигарха — Олег, старый знакомый Ирины Добровольской
- 2007 — 18-14 — Константин Сазонов, дядька
- 2008 — Тот, кто гасит свет — Василенко, отец последней убитой девочки
- 2008 — Холодное солнце — Сергей
- 2008 — Морфий — Василий Осипович Соборевский
- 2008 — Обитаемый остров — Алу Зеф, выродок, подпольщик, бывший профессор-психиатр, позже сотрудник Института перспективных разработок
- 2008 — Иллюзия страха — Жеребчик, прокурор / советник царя Соломона
- 2008 — Стиляги — отец Мэлса Бирюкова
- 2008 — Папа напрокат — Анатолий Панарин
- 2008 — Стая — Дмитрий Евгеньевич
- 2008 — Трасса М8 — Хосе
- 2009 — Анна Каренина — Константин Дмитриевич Лёвин
- 2009 — Горячие новости — профессиональный киллер
- 2009 — Фонограмма страсти — Геннадий Петрович
- 2009 — Чёрная молния — Павел Аркадьевич Майков, отец Дмитрия и Татьяны
- 2009 — Человек у окна — Борис Казанцев, актёр, друг актёра Александра Дронова
- 2009 — Осторожно, дети — Юрий Семёнович
- 2010 — Край — Фишман, майор НКВД
- 2010 — Прячься! — Дроздов, метеоролог
- 2010 — Утомлённые солнцем 2. Предстояние — отец Александр (в титрах — безногий сержант на барже)
- 2010 — Ёлки — Валерий Петрович Синицын, капитан милиции
- 2010 — Дочь якудзы — дядя Антон
- 2011 — Выкрутасы — Герман Валерьевич Хлобустин, тренер ЦАО Москва
- 2011 — Дом — Виктор Шаманов («Шаман»), старший сын Шамановых
- 2013 — Экскурсантка — Павел Петрович, майор
- 2013 — Путёвка в жизнь — Соломатин
- 2014 — Конец прекрасной эпохи — капитан милиции
- 2015 — Обратная сторона луны —
- 2015 — Однажды — дядя Миша
- 2016 — Дуэлянт — Василий Васильевич Семёнов, однорукий дворянин из провинции
- 2017 — Напарник — Игорь Леонидович Хромов, майор полиции
- 2017 — Притяжение — Сергей Иванович, вице-премьер
- 2017 — Холодное танго — Григорий Иванович Таратута, майор НКВД, комендант, начальник Макса
- 2017 — Матильда — император Александр III
- 2017 — Движение вверх — Сергей Павлович Павлов, председатель Госкомспорта СССР
- 2018 — Два билета домой — Васнецов, отец Любови Васнецовой[31]
- 2018 — Люби их всех — Глеб
- 2019 — Любовницы — Петрович, полковник ВДВ, ветеран войны в Афганистане
- 2019 — Одесский пароход — Шура, дирижёр похоронного оркестра
- 2019 — Вторжение — вице-премьер
- 2019 — Я подарю тебе победу — Соловов
- 2022 — Нахимовцы — Корнеев
- 2023 — Чебурашка — садовник Гена (прототип — Крокодил Гена)
- 2024 — Чебурашка. Выходной (короткометражка) — садовник Гена
- 2024 — Летучий корабль — Водяной
- 2024 — Василиса и хранители времени — дед Николай
- 2025 — Кракен — адмирал Белоусов
- 2025 — Чебурашка 2 — садовник Геннадий Петрович (Гена) (прототип — Крокодил Гена)

#### Роли в телесериалах
- 1992 — 1994 — Горячев и другие — Егор, таксист
- 1998 — На ножах — монах
- 1999 — Д. Д. Д. Досье детектива Дубровского — И. П. Васин («Петрович»), оперуполномоченный
- 1999 — 2000 — Каменская — Юрий Коротков, майор милиции
- 2002 — Каменская 2 — Юрий Коротков, майор милиции
- 2002 — Бригада (двенадцатая серия) — Александр Александрович Тучков («Сан Саныч»), командир СОБРа, полковник милиции
- 2002 — Закон — Рудольф Ерофеевич
- 2002 — По ту сторону волков — Пётр Захарович Творогов, бывший командир полка
- 2003 — Каменская 3 — Юрий Коротков, майор милиции
- 2003 — Женщины в игре без правил — врач-реаниматор
- 2003 — Линии судьбы — Вершинин, майор
- 2004 — Красная капелла — Рейнхард Гейдрих, обергруппенфюрер СС
- 2005 — Гибель империи — Сахаров, «пророк» Кассандров
- 2005 — Каменская 4 — Юрий Коротков, майор милиции
- 2005 — Принцесса и нищий — начальник тюрьмы
- 2005 — Доктор Живаго — Антипов-старший
- 2005 — Брежнев — Степан Алексеевич Кандауров
- 2005 — Дело о «Мёртвых душах» — Антон Антонович Сквозник-Дмухановский, губернатор
- 2006 — Девять месяцев — Павел Логинов
- 2011 — Контригра — Косачёв, полковник МГБ СССР
- 2012 — Белая гвардия — Козырь-Лешко, петлюровский полковник
- 2013 — Пепел — Захар Игнатьевич Куприянов, следователь МВД, майор
- 2013 — Гетеры майора Соколова — Иван Михайлович Рязанцев («Михалыч»), капитан госбезопасности в отставке
- 2014 — Нянька — Павел Мещеряков
- 2015 — Ленинград 46 — Игорь Афанасьевич Данилов («Учитель»), по поддельному паспорту — Пётр Андреевич Ларионов[32]
- 2015 — Так сложились звёзды — Геннадий Васильевич Колбин
- 2016 — Мурка — «Грек» (Пётр Иванович Горобенко), вор в законе
- 2016 — Следователь Тихонов (фильм № 1 «Визит к Минотавру») — Павел Васильевич Иконников, лаборант-герпетолог в серпентарии Института токсикологии, известный скрипач (в прошлом), сокурсник Льва Полякова[33]
- 2017 — Подросток — Макар Долгорукий, отец подростка Аркадия
- 2017 — Троцкий — Николай Троцкий, старший надзиратель одесской тюрьмы
- 2017 — По ту сторону смерти — Глеб Валерьянович Точилин, подполковник юстиции, следователь по особо важным делам СК РФ[34]
- 2019 — Формула мести (Мосгаз. Новое дело майора Черкасова) — Вадим Степанович Бузырёв, наркодилер[35]
- 2020 — Проект «Анна Николаевна» — Виктор Сергеевич Галузо, полковник полиции, начальник ОВД
- 2024 — Калимба — Степан
- 2025 — Натали и Александр — Афанасий

#### Киножурнал «Ералаш»
- 2005 — Выпуск № 182 (сюжет «Врунометр»)[36] — директор школы

#### Озвучиваниефильмов
- 1989 — Любовь с привилегиями — Борис (роль Игоря Волкова)
- 1991 — Одиссея капитана Блада — Джереми Питт (роль Миндаугаса Цапаса)
- 1996 — Несут меня кони… — Вацлав (роль Любомираса Лауцявичюса)
- 2000 — Рыцарский роман — Татий (роль Юрия Слободенюка)
- 2002 — Письма к Эльзе — Коля, кукольник (роль Николая Гейко)
- 2008 — Александр Солженицын. Между двух бездн (фильм Ирины Изволовой) — читает текст
- 2009 — 2-Асса-2 — читает отрывки из романа «Анна Каренина»
- 2009 — Анна Каренина — читает текст
- 2009 — Книга мастеров — конь
- 2011 — Россия от края до края (документальный) — читает текст
- 2011 — Юлиан Семёнов. Он слишком много знал… (документальный) — читает текст
- 2011 — Тень над Россией. План «Ост» (документальный) — читает текст
- 2015 — А зори здесь тихие — читает текст
- 2017 — Фёдор Бондарчук. Счастлив. Здесь и сейчас (документальный) — читает текст
- 2022 — Борзенко: Ринг за колючей проволокой (документальный) — читает текст

#### Озвучивание мультфильмов
- 2004 — Про барана и козла — волки
- 2006 — Моя любовь — кучер Степан
- 2010 — Белка и Стрелка. Звёздные собаки — пёс Казбек
- 2011 — Иван Царевич и Серый Волк — Змей Горыныч
- 2013 — Белка и Стрелка. Лунные приключения — пёс Казбек
- 2015 — Савва. Сердце воина — Моран
- 2024 — Формула воды — Командор

#### Дубляж
- 2006 — Тихий Дон — Пантелей Прокофьевич Мелехов, глава семьи (роль Ф. Мюррея Абрахама)[37]
- 2007 — Рататуй — Джанго, отец Рэми и Эмиля[38][39]
- 2009 — Монстры против пришельцев — генерал А. К. Воякер[40][41]
- 2011 — Мой парень из зоопарка — горилла Берни[42]
- 2013 — Распутин — Григорий Распутин (роль Жерара Депардьё)[43]
- 2015 — Маленький принц — лётчик[44]
- 2018 — Папа-мама гусь — гусь Пэм[45]
- 2019 — Тайная жизнь домашних животных 2 — овчарка Ковбой[46]

#### Сценарист
- 2018 — Два билета домой (совместно с Марией Ошмянской и Дмитрием Месхиевым)[31]

#### Продюсер
- 2018 — Два билета домой (совместно с Антоном Златопольским и Дмитрием Месхиевым)[31]

### Участие в рекламе
- 2009 — 2010 — был лицом рекламной кампании «СКБ-банка» (Екатеринбург)[47].
- 2015 — Сергей Гармаш вместе с Галиной Польских снялся в рекламном видеоролике «Холм» компании «Мегафон»[48].
- 2016 — стал лицом рекламной кампании «Почта-банка»[49].

## Признание

### Государственные награды и звания
- 2004 — почётное звание «Заслуженный артист Российской Федерации» (10 марта) — за заслуги в области искусства[50].
- 2006 — почётное звание «Народный артист Российской Федерации» (14 апреля) — за большой вклад в развитие театрального искусства и достигнутые творческие успехи[3].
- 2019 — орден «За заслуги перед Отечеством» IV степени (29 апреля) — за большой вклад в развитие отечественной культуры и искусства, многолетнюю плодотворную деятельность[51].

### Награды иностранных государств
- 2011 — кавалер ордена Заслуг перед Республикой Польша (9 мая)[52].

### Общественные награды, премии и звания
| Год  | Фильм                                    | Награда                                                                                      | Категория                                                                     | Результат |
| ---- | ---------------------------------------- | -------------------------------------------------------------------------------------------- | ----------------------------------------------------------------------------- | --------- |
| 1999 | «Ворошиловский стрелок»                  | Кинопремия «Ника»                                                                            | Лучшая роль второго плана                                                     | Номинация |
| 2000 | «Нежный возраст»                         | Кинопремия «Ника»                                                                            | Лучшая роль второго плана                                                     | Победа    |
| 2000 | «Нежный возраст»                         | Кинопремия «Золотой овен»                                                                    | Лучшая мужская роль второго плана                                             | Победа    |
| 2001 | «Механическая сюита»                     | Специальный приз Постоянного комитета Союзного государства                                   | «Герой нашего времени» — за экранное воплощение настоящего мужского характера | Победа    |
| 2001 | «Механическая сюита»                     | Кинопремия «Ника»                                                                            | Лучшая мужская роль                                                           | Номинация |
| 2002 | «Любовник»                               | Кинопремия «Ника»                                                                            | Лучшая мужская роль                                                           | Номинация |
| 2003 | «А поутру они проснулись»                | Кинопремия «Золотой орёл»                                                                    | Лучший актёр второго плана                                                    | Номинация |
| 2004 | «Бесы»                                   | Театральная премия «Чайка»                                                                   | «Ослепительный миг»                                                           | Победа    |
| 2004 | «Свои»                                   | Кинопремия «Золотой орёл»                                                                    | Лучшая мужская роль в кино                                                    | Победа    |
| 2004 | «72 метра»                               | Кинопремия «Золотой орёл»                                                                    | Лучшая мужская роль второго плана                                             | Номинация |
| 2004 | «Мой сводный брат Франкенштейн»          | Кинопремия «Ника»                                                                            | Лучшая мужская роль второго плана                                             | Победа    |
| 2005 | «Бедные родственники»                    | Кинопремия «Белый слон»                                                                      | Лучший актёр второго плана                                                    | Победа    |
| 2005 | «Бедные родственники»                    | Кинопремия «Ника»                                                                            | Лучшая мужская роль второго плана                                             | Номинация |
| 2007 | «12»                                     | Кинопремия «Золотой орёл»                                                                    | Лучшая мужская роль в кино                                                    | Победа    |
| 2007 | «12»                                     | Кинопремия «Ника»                                                                            | Лучшая мужская роль                                                           | Победа    |
| 2008 | «Стиляги»                                | Кинопремия «Золотой орёл»                                                                    | Лучшая мужская роль второго плана                                             | Победа    |
| 2008 | «Стиляги»                                | Кинопремия «Ника»                                                                            | Лучшая мужская роль второго плана                                             | Номинация |
| 2009 | «Горе от ума» (спектакль «Современника») | Премия общественности и деловых кругов «Кумир»                                               | Лучшая мужская роль в театре (за роль Фамусова)                               | Победа    |
| 2011 | «Дом»                                    | Кинопремия «Ника»                                                                            | Лучшая мужская роль                                                           | Победа    |
| 2011 | «Дом»                                    | Кинопремия «Золотой орёл»                                                                    | Лучшая мужская роль в кино                                                    | Номинация |
| 2012 | «Белая гвардия»                          | Кинопремия «Золотой орёл»                                                                    | Лучшая мужская роль на телевидении                                            | Номинация |
| 2015 | «Ленинград 46»                           | Профессиональный приз Ассоциации продюсеров кино и телевидения в области телевизионного кино | Лучший актёр телевизионного фильма/сериала                                    | Победа    |
| 2018 | «Холодное танго»                         | Кинопремия «Ника»                                                                            | Лучшая мужская роль второго плана                                             | Победа    |